# Гендерген
Гендерген (чечен. Гендаргана) — село в Ножай-Юртовском районе Чеченской Республики. Административный центр Гендергенского сельского поселения.

## География
Село расположено на левом берегу реки Ямансу, в 18 км к юго-западу от районного центра — Ножай-Юрт и в 93 км к юго-востоку от города Грозный.
Ближайшие населённые пункты: на севере — село Бильты, на востоке — село Зандак-Ара, на юго-востоке — село Стерч-Керч, на юге — село Денги-Юрт, на юго-западе — село Гуржи-Мохк, на западе — село Энгеной и на северо-западе — село Хочи-Ара.

## История

### В древности
В 1967 году в селении был обнаружен могильник, состоящий из каменных ящиков, который датируют первыми веками нашей эры.
Является родовым поселением тайпа Гендаргеной.
Основание
В своей работе 1978 года исследователь Сулейманов А. С. утверждал, что предания и сведения тептара говорят о возникновении селения Гендаргана в X веке. Основателями Гендаргана, согласно А. С. Сулейманову, считаются братья Гандар и Гуно, а также их сестра Курчала. Позднее, «когда стало тесно жить в Гендаргана», Гуно и Курчала переселились на новые места и основали, соответственно, селения Гуни и Курчалой (у А. С. Сулейманова — Гуьна и Курчала), дав таким образом начало тайпам Гуной и Курчалой.
В переиздании работы А. С. Сулейманова 1997 года появилась вставка ещё об одном предании, по-своему объясняющем происхождение аула Гендаргана и гендарганойцев (предание было помещено в часть, посвящённую тайпу Гуной, а в первоначальной работе 1978 года в этой части такого предания нет):

«Когда сирийский царь Саид-Али умер, на троне оказался представитель другого клана. Сыновья царя Саид-Али Обул-Хан, Решт-Хан и Хамзат-Хан, лишившиеся трона отца, не пожелали жить на родине и ушли на север. Они оказались в районе „Курку-Лам“ или „Кхеташ-корт“, в районе нынешнего расположения селения Центарой и Тазен-Кала. У одного из этих трёх сыновей сирийского царя Саид-Iали было три сына — Гундал, Нижал и Гундарген. Последний — Гундарген осел там, где в наши дни расположено село Гендаргана, а два брата — Гундал и Нижал — остались на месте.»
— «Топонимия Чечни» 1997.
Ряд исследователей (например, советский грузинский историк абхазского происхождения д. и. н., профессор Г. З. Анчабадзе в работе 2001 года) сомневаются в возможности сирийского происхождения нахских предков, считая, что эта деталь явно вставлялась в сказания позднее, и связана с распространением ислама.
В составе Российской Империи
Жители села принимали активное участие в чеченских восстаниях против действий Российской империи на Северном Кавказе. В декабре 1839 — январе 1840 годов, во время военной экспедиции генерала Пулло, направленной на поддержание российского управления в регионе и разоружение «плоскостных» чеченцев, аул Гендерген был сожжён вместе с аулом Зандак-Ара.
В составе СССР
С 1944 по 1958 года, в период выселения чеченцев и упразднения Чечено-Ингушской АССР, село Гендерген носило название Верхний Сиух.

## Население
| 1990 | 2002 | 2010 |
| ---- | ---- | ---- |
| 564  | ↗656 | ↗689 |

## Образование
- Гендергенская муниципальная средняя общеобразовательная школа[18].

## Известные уроженцы
- Кохурса (1670—1759) — полководец, боровшийся с феодалами;
- Иса Гендергеноевский — наиб имама Шамиля;
- Муса Гендергеноевский — чеченский полководец первой половины XIX века;
- Элдар-Хаджи Юсупов — участник Чеченских войн в 1994—2010 годах;
- Очар-Хаджи — чеченский мулла, ученый-богослов. В 27 июля 1825 года Очар-Хаджи убил двух генералов Н. Грекова и Д. Лисановича;
- Хота Мамаев — наиб имама Шамиля;
- Хоза Мамаев — наиб имама Шамиля;
- Кехурса Темиргиреев — участник Гражданской войны в России;
- Момма — сподвижник имама Шамиля.
- Абдул-Межид Гойтиев — мулла (кадий) аула Гендырген.[19].Погиб в 1880 году.

## Галерея
- Старинная мечеть в селе Гендарген. Дата постройки - 1890-1907 годы.
- Гендерген
- Зима в Гендергене
- Гендерген